# Еден-Веллі 216
Еден-Веллі 216 (англ. Eden Valley 216) — індіанська резервація в Канаді, у провінції Альберта, у межах муніципального району Футгіллс.

## Населення
За даними перепису 2016 року, індіанська резервація нараховувала 596 осіб, показавши зростання на 1,5%, порівняно з 2011-м роком. Середня густина населення становила 33,8 осіб/км².
З офіційних мов обидвома одночасно не володів жоден з жителів, тільки англійською — 595. Усього 325 осіб вважали рідною мовою не одну з офіційних, з них усі — одну з корінних мов.
Працездатне населення становило 57,1% усього населення, рівень безробіття — 50%.
Середній дохід на особу становив $15 431 (медіана $8 192), при цьому для чоловіків — $14 646, а для жінок $16 158 (медіани — $6 376 та $10 224 відповідно).
10,3% мешканців мали закінчену шкільну освіту, не мали закінченої шкільної освіти — 70,5%, 19,2% мали післяшкільну освіту, з яких 13,3% мали диплом бакалавра, або вищий.
| Статево-вікова структура населення | Статево-вікова структура населення | Статево-вікова структура населення | Статево-вікова структура населення | Статево-вікова структура населення |
| ---------------------------------- | ---------------------------------- | ---------------------------------- | ---------------------------------- | ---------------------------------- |
|                                    |                                    |                                    |                                    |                                    |
| Всього                             | Всього                             | 51,3%48,7%                         |                                    |                                    |
| 0 — 14 років                       | 0 — 14 років                       |                                    | 35%                                | 35%                                |
| 15 — 64 років                      | 15 — 64 років                      |                                    | 61,7%                              | 61,7%                              |
| 65 і більше                        | 65 і більше                        |                                    | 3,3%                               | 3,3%                               |
| Середній вік (років)               | Середній вік (років)               | 25,425,6                           | 25,5                               | 25,5                               |
| Медіана (років)                    | Медіана (років)                    | 21,822,6                           | 22,2                               | 22,2                               |
| — чоловіки — жінки                 |                                    |                                    |                                    |                                    |

| Походження мешканців:     | Походження мешканців:     | Походження мешканців: | Походження мешканців: | Походження мешканців: |
| ------------------------- | ------------------------- | --------------------- | --------------------- | --------------------- |
| Походження                |                           |                       | осіб                  | %                     |
| Корінні американці        | Корінні американці        |                       | 590                   | 99.16%                |
| Інше північноамериканське | Інше північноамериканське |                       | 0                     | 0%                    |
| Європейське               | Європейське               |                       | 35                    | 5.88%                 |
| британське                | британське                |                       | 15                    | 2.52%                 |
| французьке                | французьке                |                       | 20                    | 3.36%                 |

## Клімат
Середня річна температура становить 2,8°C, середня максимальна – 19,9°C, а середня мінімальна – -15,3°C. Середня річна кількість опадів – 633 мм.
| Клімат поселення                              | Клімат поселення | Клімат поселення | Клімат поселення | Клімат поселення | Клімат поселення | Клімат поселення | Клімат поселення | Клімат поселення | Клімат поселення | Клімат поселення | Клімат поселення | Клімат поселення | Клімат поселення |
| Показник                                      | Січ.             | Лют.             | Бер.             | Квіт.            | Трав.            | Черв.            | Лип.             | Серп.            | Вер.             | Жовт.            | Лист.            | Груд.            |                  |
| Середній максимум, °C                         | −1,66            | 0,79             | 3,85             | 9,06             | 14,09            | 17,90            | 19,67            | 19,85            | 15,21            | 10,65            | 2,95             | −1,22            |                  |
| Середня температура, °C                       | −8,51            | −6,05            | −2,98            | 2,20             | 7,24             | 11,07            | 13,60            | 13,77            | 9,13             | 4,58             | −3,12            | −7,29            |                  |
| Середній мінімум, °C                          | −15,34           | −12,88           | −9,82            | −4,64            | 0,41             | 4,24             | 7,50             | 7,68             | 3,04             | −1,5             | −9,2             | −13,38           |                  |
| Норма опадів, мм                              | 33               | 31               | 46               | 62               | 77               | 100              | 60               | 64               | 61               | 33               | 32               | 34               |                  |
| Середньомісячна швидкість вітру, м/с          | 4.18             | 3.69             | 4.03             | 3.96             | 3.84             | 3.65             | 3.28             | 3.11             | 3.41             | 3.88             | 4.11             | 4.03             |                  |
| Середньомісячна сонячна радіація, кДж/м²·день | 4213             | 7633             | 12705            | 16899            | 20276            | 21578            | 23014            | 19688            | 13900            | 8466             | 4447             | 3217             |                  |
| --------------------------------------------- | ---------------- | ---------------- | ---------------- | ---------------- | ---------------- | ---------------- | ---------------- | ---------------- | ---------------- | ---------------- | ---------------- | ---------------- | ---------------- |
| Джерело:                                      |                  |                  |                  |                  |                  |                  |                  |                  |                  |                  |                  |                  |                  |